# Нибиано
Нибиа̀но (на италиански: Nibbiano, на местен диалект Nibiàn, Нибиан) е село в северна Италия, община Алта Вал Тидоне, провинция Пиаченца, регион Емилия-Романя. Разположено е на 290 m надморска височина.